# Veia gástrica esquerda
A veia gástrica esquerda é uma veia do estômago.